# 2023年のメジャーリーグベースボール
< 2023年 | 2023年のスポーツ
2023年のメジャーリーグベースボール（2023_Major_League_Baseball_season）では2023年のメジャーリーグベースボール（MLB）の出来事における動向をまとめる。
2022年のメジャーリーグベースボール - 2023年のメジャーリーグベースボール - 2024年のメジャーリーグベースボール

## ルールの変更・追加
ピッチクロック（ピッチタイマー）導入

ピッチコム導入

牽制球の回数制限
投手は走者がいる状態で打者一人に対して、牽制球を投げる・投げないに関わらずピッチャープレートを３回までしか外す事が出来なくなった。３回以内の牽制で走者をアウトに出来なかった場合、ボークとなり走者は進塁を許される。打者が変わったり盗塁等で走者が進塁した場合は０回からとなる。
守備シフトの制限
2022年以前は打球方向の偏った打者に対して塁間に３人の野手を守らせるなど極端な（自由な）守備シフトを敷く事が出来た。2023年からは内野手４人は二塁の両側（一・二塁間、二・三塁間）にそれぞれ２人ずつ守備につかなければならなくなり、左右の入れ替えも出来なくなった。
ベース（塁）の大きさ変更
野手と走者の衝突・怪我の防止を目的にして、2019年から2022年にマイナーリーグベースボール(MiLB)で試験導入され2023年からMLBで正式採用された。本塁を除く各塁の大きさが15インチ（約38cm）四方から18インチ（約46cm）四方に大きくされた。
牽制の回数制限とベースの大きさ変更によってMiLBで試験運用された4年間で、1試合あたりの盗塁企図数は2.23から2.81に、盗塁成功率も68％から78％に、共に増加した。

## できごと

### 1月
- 3日
  - ボルチモア・オリオールズは、カンザスシティ・ロイヤルズから金銭トレードでライアン・オハーンを獲得[7]。
- 4日
  - ワシントン・ナショナルズは、ニューヨーク・メッツからFAのドミニク・スミスと1年契約で合意[8]。
  - ミルウォーキー・ブルワーズは、ピッツバーグ・パイレーツから金銭トレードでブライス・ウィルソンを獲得[9]。また、シカゴ・カブスからFAのウェイド・マイリーと1年契約で合意[10]。
- 7日
  - デトロイト・タイガースのコディ・クレメンス、グレゴリー・ソトと、フィラデルフィア・フィリーズのマット・ビアリング、ニック・メイトン、ドニー・サンズが交換トレード[11]。
- 8日
  - シカゴ・ホワイトソックスのリアム・ヘンドリックスが悪性リンパ腫（非ホジキンリンパ腫）の治療をすることをInstagramで発表[12]。
- 9日
  - ロサンゼルス・エンゼルスは、ボルチモア・オリオールズからFAのブレット・フィリップスと1年契約で合意[13]。
  - フィラデルフィア・フィリーズのエリック・ミラーと、サンフランシスコ・ジャイアンツのユニオル・マルテが交換トレード[14]。
  - サンフランシスコ・ジャイアンツは、アトランタ・ブレーブスからFAのルーク・ジャクソンと2年契約で合意[15]。
- 10日
  - トロント・ブルージェイズは、サンフランシスコ・ジャイアンツからFAのブランドン・ベルトと1年契約で合意[16]。
  - トロント・ブルージェイズのチャベス・ヤングと、ピッツバーグ・パイレーツのザック・トンプソンが交換トレード[17]。
  - ワシントン・ナショナルズは、セントルイス・カージナルスからFAのコーリー・ディッカーソンと1年契約で合意[18]。
- 11日
  - ボルチモア・オリオールズは、ボストン・レッドソックスのダーウィンゾン・ヘルナンデスを金銭トレードで獲得[19]。
  - ミネソタ・ツインズは、FAのカルロス・コレアと6年の再契約で合意[20]。
  - オークランド・アスレチックスは、阪神タイガースからポスティングシステムでMLB移籍を目指していた藤浪晋太郎と1年契約で合意[21]。
- 13日
  - シンシナティ・レッズは、シアトル・マリナーズからノンテンダーFAのルーク・ウィーバーと1年契約で合意[22]。
- 14日
  - シカゴ・カブスは、ボストン・レッドソックスから自由契約のエリック・ホズマーと1年契約で合意[23]。
- 17日
  - シアトル・マリナーズは、アリゾナ・ダイヤモンドバックスからウェイバー公示のJ.B.ブカウスカスを獲得[24]。
- 19日
  - シアトル・マリナーズは、サンフランシスコ・ジャイアンツからFAのトミー・ラステラと1年契約で合意[25]。
- 20日
  - シカゴ・カブスは、ヒューストン・アストロズからFAのトレイ・マンシーニと2年契約で合意[26]。
  - ピッツバーグ・パイレーツは、ミルウォーキー・ブルワーズからFAのアンドリュー・マカッチェンと1年契約で合意[27]。
- 23日
  - カンザスシティ・ロイヤルズのマイケル・テイラーと、ミネソタ・ツインズのスティーブン・クルーズ、エバン・シスクが交換トレード[28]。
- 24日
  - カンザスシティ・ロイヤルズのアダルベルト・モンデシーと、ボストン・レッドソックスのジョシュ・テイラーが交換トレード[29]。
- 26日
  - オークランド・アスレチックスのコール・アービンとカイル・バービツキー、ボルチモア・オリオールズのダレル・エルナイスが交換トレード[30]。
- 27日
  - オークランド・アスレチックスは、ボルチモア・オリオールズからFAのヘスス・アギラーと1年契約で合意[31]。
- 30日
  - ボストン・レッドソックスのマット・バーンズと、マイアミ・マーリンズのリチャード・ブレイアーが交換トレード[32]。
  - シカゴ・ホワイトソックスは、ミネソタ・ツインズからウェイバー公示のA.J.アレクシーを獲得[33]。
- 31日
  - フィラデルフィア・フィリーズは、シカゴ・ホワイトソックスからFAのジョシュ・ハリソンと1年契約で合意[34]。

### 2月
- 2日
  - シカゴ・カブスは、ミネソタ・ツインズからFAのマイケル・フルマーと契約合意[35]。
- 13日
  - MLB機構は野手登板のルール変更を発表。「延長戦」「8点以上リードされた場合」「10点以上リードされた9回」となる[36]。
  - オークランド・アスレチックスのA.J.パックと、マイアミ・マーリンズのJJ・ブレデイが交換トレード[37]。
- 16日
  - ロサンゼルス・エンゼルスは、テキサス・レンジャーズからFAのマット・ムーアと1年契約で合意[38]。
  - ニューヨーク・メッツは、GM特別補佐にカルロス・ベルトランが就任することを発表[39]。
  - サンディエゴ・パドレスは、ボストン・レッドソックスからFAのマイケル・ワカと1年契約で合意[40]。
- 20日
  - シカゴ・ホワイトソックスは、FAのエルビス・アンドラスと1年契約で合意[41]。
- 24日
  - スプリングトレーニング開幕[42]。
- 26日
  - ミネソタ・ツインズは、アトランタ・ブレーブスからウェイバー公示のデニス・サンタナと契約[43]。

### 3月
- 27日
  - シカゴ・カブスのザック・マッキンストリーと、デトロイト・タイガースのカルロス・グスマンが交換トレード[44]。
  - ミルウォーキー・ブルワーズは、マイナー契約で春季キャンプに参加していたルーク・ボイトと1年契約を結んだことを発表[45]。
- 30日
  - レギュラーシーズン開幕。
  - ニューヨーク・ヤンキースは、フランチー・コルデロを獲得したことを発表[46]。

### 4月
- 9日
  - アリゾナ・ダイヤモンドバックスは、金銭トレードでシカゴ・ホワイトソックスのホセ・ルイーズを獲得したことを発表[47]。
- 10日
  - タンパベイ・レイズが36年ぶりの開幕10連勝[48]。
  - テキサス・レンジャーズのアンドリュー・ヒーニーがア・リーグタイ記録の1試合9者連続奪三振[49]。
- 11日
  - タンパベイ・レイズが開幕11連勝[50]。
- 14日
  - タンパベイ・レイズがこの日行われた対トロント・ブルージェイズ戦で敗戦し、開幕からの連勝がMLBタイ記録の13で止まる[51]。
- 23日
  - ボストン・レッドソックスの吉田正尚が日本人メジャーリーガー史上初の1回2本塁打[52]。

### 5月
- 1日
  - デトロイト・タイガースは、タンパベイ・レイズからウェイバーのブレイデン・ブリストを獲得[53]。
  - アリゾナ・ダイヤモンドバックスは、クリーブランド・ガーディアンズとの金銭トレードでコナー・ピルキントンを獲得[54]。
- 3日
  - タンパベイ・レイズは、シンシナティ・レッズとの金銭トレードでチェイス・アンダーソンを獲得[55]。

### 6月
- 22日
  - ア・リーグは大谷翔平、ナ・リーグはロナルド・アクーニャ・ジュニアが最多得票でオールスターゲームに選出[56]。各ポジションのフェーズ2進出選手も発表された[56]。
  - MLBとMLB選手会は2024年6月8日と9日に2年連続3度目となるロンドンシリーズの開催、対戦カードがメッツとフィリーズに決定したことが発表された[57]。また、このロンドンシリーズを含めて2026年（英語版）までに24試合の公式戦と16試合の非公式戦をアジア、メキシコ、ラテンアメリカ、ヨーロッパで開催することも発表された[57]。
- 23日
  - ニューヨーク・メッツのエドゥアルド・エスコバーとロサンゼルス・エンゼルスのマイナー選手・金銭がトレード[58]。
- 24日
  - ロンドンシリーズ（英語版）開催。
    - ポール・ゴールドシュミットが出場し、MLB史上初となる5カ国でMLB公式戦に出場した選手となった[59]。
- 30日
  - カンザスシティ・ロイヤルズのアロルディス・チャップマンと、テキサス・レンジャーズのコール・ラガンス、ロニー・カブレラが交換トレード[60]。

### 7月
- 2日
  - 全オールスターゲーム選出選手が発表された[61]。
- 11日
  - オールスターゲームがT-モバイル・パークで開催され、ナショナルリーグが10大会ぶりの勝利。MVPはコロラド・ロッキーズのエリアス・ディアス[62]。
- 19日
  - オークランド・アスレチックスの藤浪晋太郎とボルチモア・オリオールズのイーストン・ルーカスが交換トレード[63]。
- 21日
  - セントルイス・カージナルスのヘネシス・カブレラとトロント・ブルージェイズのサミー・ヘルナンデスが交換トレード[64]。
- 23日
  - アンディ・ペティットがニューヨーク・ヤンキースのGM付特別アドバイザーに就任[65]。
- 24日
  - コロラド・ロッキーズのピアース・ジョンソンと、アトランタ・ブレーブスのビクター・ボドニックとタナー・ゴードンが交換トレード[66]。
  - ボストン・レッドソックスのエンリケ・ヘルナンデスと、ロサンゼルス・ドジャースのニック・ロバートソンとジャスティン・ヘイゲンマンが交換トレード[67]。
- 26日
  - ミネソタ・ツインズのホルヘ・ロペスと、マイアミ・マーリンズのディラン・フローロが交換トレード[68]。
  - シカゴ・ホワイトソックスのルーカス・ジオリト、レイナルド・ロペスと、ロサンゼルス・エンゼルスのエドガー・クエロ、カイル・ブッシュが交換トレード[69]。
  - ロサンゼルス・ドジャースのノア・シンダーガードと、クリーブランド・ガーディアンズのアーメッド・ロザリオが交換トレード[70]。
- 28日
  - シカゴ・ホワイトソックスのランス・リン、ジョー・ケリーと、ロサンゼルス・ドジャースのトレイス・トンプソン、ジョーダン・リージャーが交換トレード[71]。
  - シカゴ・ホワイトソックスのケンドール・グレーブマンと、ヒューストン・アストロズのコリー・リーが交換トレード[72]。
- 29日
  - ニューヨーク・メッツのマックス・シャーザーと、テキサス・レンジャーズのルイスアンヘル・アクーニャが交換トレード[73]。
  - セントルイス・カージナルスのジョーダン・モンゴメリー、クリス・ストラットンと、テキサス・レンジャーズのジョン・キングが交換トレード[74]。
  - コロラド・ロッキーズのC.J.クロン、ランドル・グリチャックと、ロサンゼルス・エンゼルスのメーソン・オルブライト、ジェイク・マデンが交換トレード[75]。
- 31日
  - ワシントン・ナショナルズのジェイマー・キャンデラリオと、シカゴ・カブスのDJ・ハーツ、ケビン・メイドが交換トレード[76]。
  - クリーブランド・ガーディアンズのアーロン・シバーレと、タンパベイ・レイズのカイル・マンザードが交換トレード[77]。
  - シアトル・マリナーズのポール・シーウォルドと、アリゾナ・ダイヤモンドバックスのジョシュ・ロハス、ドミニク・キャンゾーン、ライアン・ブリスが交換トレード[78]。
  - シアトル・マリナーズのA.J.ポロック、マーク・マシーアスと、サンフランシスコ・ジャイアンツの後日発表選手が交換トレード[79]。
  - ニューヨーク・メッツのジャスティン・バーランダーと、ヒューストン・アストロズのドリュー・ギルバート、ライアン・クリフォードが交換トレード[80]。
  - ニューヨーク・メッツのドミニク・レオンと、ロサンゼルス・エンゼルスのジェレマイア・ジャクソンが交換トレード[81]。

### 8月
- 1日
  - ヒューストン・アストロズのフランバー・バルデスがノーヒットノーラン[82]。
- 2日
  - ニューヨーク・ヤンキースのドミンゴ・ヘルマンがアルコール依存症の治療を受けるため制限リスト入り[83]。
- 5日
  - シカゴ・ホワイトソックス対クリーブランド・ガーディアンズ戦で6名が退場となる乱闘が発生[84]。
- 7日
  - 8月5日の乱闘で起きた処分として、6名に出場停止処分もしくば罰金の処分が科せられた[85]。
- 8日
  - MLBはプレーオフの日程を発表[86]。
- 9日
  - フィラデルフィア・フィリーズのマイケル・ローレンゼンがノーヒットノーランを達成[87]。
- 14日
  - タンパベイ・レイズのワンダー・フランコがSNSで未成年の少女と不適切な関係を持ったとして制限リスト入り[88]。
- 26日
  - ボストン・レッドソックスのアレックス・ベルドゥーゴが3試合連続初回先頭打者本塁打、史上3人目[89]。
- 27日
  - アリゾナ・ダイヤモンドバックスのコービン・キャロルが20本塁打40盗塁、新人史上4人目[90]。
- 31日
  - ウェイバー公示終了。
  - クリーブランド・ガーディアンズはロサンゼルス・エンゼルスからルーカス・ジオリト、レイナルド・ロペス、マット・ムーアを獲得。
  - シアトル・マリナーズはロサンゼルス・エンゼルスからドミニク・レオンを獲得。
  - シンシナティ・レッズはニューヨーク・ヤンキースからハリソン・ベイダー、ロサンゼルス・エンゼルスからハンター・レンフローを獲得[91]。
  - シカゴ・ホワイトソックスはクリス・ゲッツがGMに昇格したことを発表[92]。
  - ミルウォーキー・ブルワーズは、ジョシュ・ドナルドソンとマイナー契約[93]。
  - アトランタ・ブレーブスのロナルド・アクーニャ・ジュニアが史上初の30本塁打60盗塁[94]。
  - ニューヨーク・ヤンキースのアンソニー・ボルピーが20本塁打20盗塁、球団史上初[95]。

### 9月
- 4日
  - ロサンゼルス・エンゼルスのマックス・スタッシが家族の健康問題で制限リスト入り[96]。
  - シアトル・マリナーズのフリオ・ロドリゲスが2年連続の25本塁打25盗塁、22歳以下では史上初[97]。
  - ロサンゼルス・ドジャースのフリオ・ウリアスがDV容疑で二度目の逮捕[98]。
- 5日
  - アトランタ・ブレーブスは、ロサンゼルス・エンゼルスからウェイバー公示のアンドリュー・ベラスケスを獲得[99]。
  - フィラデルフィア・フィリーズのトレイ・ターナーが父親リスト入り[100]。
- 11日
  - シアトル・マリナーズのフリオ・ロドリゲスが30本塁打30盗塁、22歳以下では史上4人目[101]。
- 12日
  - アトランタ・ブレーブスのマット・オルソンが球団タイ記録の51本塁打[102]。
- 13日
  - アトランタ・ブレーブスが6年連続23回目のナショナルリーグ東地区優勝[103]。
- 16日
  - アトランタ・ブレーブスのマット・オルソンが球団新記録の52本塁打[104]。
  - シカゴ・カブスの鈴木誠也が18本塁打、日本人右打者最多タイ[105]。
  - ロサンゼルス・ドジャースが2年連続21回目のナショナルリーグ西地区優勝[106]。
- 19日
  - シカゴ・カブスの鈴木誠也が19本塁打、日本人右打者最多記録更新[107]。
- 20日
  - シアトル・マリナーズのフリオ・ロドリゲスが30本塁打100打点30盗塁、22歳以下では史上3人目[108]。
  - ミルウォーキー・ブルワーズのJ.C.メヒアから禁止薬物のスタノゾロールが検出され、162試合の試合出場停止処分[109]。
  - アリゾナ・ダイヤモンドバックスのコービン・キャロルが25本塁打50盗塁、新人史上初[110]。
- 21日
  - デトロイト・タイガースのGMにジェフ・グリーンバーグが就任[111]。
- 22日
  - ミネソタ・ツインズが3年ぶり18回目のアメリカンリーグ中地区優勝[112]。
  - アトランタ・ブレーブスのロナルド・アクーニャ・ジュニアが40本塁打40盗塁、史上5人目[113]。
  - シカゴ・カブスの鈴木誠也が20号本塁打、日本人史上3人目[114]。
- 26日
  - ミルウォーキー・ブルワーズが2年ぶり5回目のナショナルリーグ中地区優勝[115]。
- 27日
  - アトランタ・ブレーブスのロナルド・アクーニャ・ジュニアが史上初の40本塁打70盗塁[116]。
  - ニューヨーク・メッツの千賀滉大が200奪三振、日本人1年目での200奪三振は史上4人目[117]。
- 28日
  - ボルチモア・オリオールズが9年ぶり10回目のアメリカンリーグ東地区優勝[118]。

### 10月
- 1日
  - レギュラーシーズン全日程終了。
  - ヒューストン・アストロズが3年連続12回目の地区優勝[119]。
  - ロサンゼルス・エンゼルスの大谷翔平が最多本塁打のタイトル獲得、日本人史上初[120]。
  - アトランタ・ブレーブスがメジャータイ記録の307本塁打[121]。
  - マイアミ・マーリンズのルイス・アラエスが首位打者のタイトル獲得、異なるリーグでの2年連続の獲得は史上初[122]。
- 2日
  - ロサンゼルス・エンゼルスは、フィル・ネビン監督の解任を発表[123]。
- 3日
  - ミネソタ・ツインズのロイス・ルイスがポストシーズン初打席から2打席連続本塁打、史上3人目[124]。
  - クリーブランド・ガーディアンズは、テリー・フランコーナ監督の退団を発表[125]。
- 4日
  - テキサス・レンジャーズがタンパベイ・レイズにワイルドカードシリーズで2連勝し、ア・リーグディビジョンシリーズに進出[126]。
  - ミネソタ・ツインズがトロント・ブルージェイズにワイルドカードシリーズで2連勝し、ア・リーグディビジョンシリーズに進出[127]。
  - フィラデルフィア・フィリーズがマイアミ・マーリンズにワイルドカードシリーズで2連勝し、ナ・リーグディビジョンシリーズに進出[128]。
  - アリゾナ・ダイヤモンドバックスがミルウォーキー・ブルワーズにワイルドカードシリーズで2連勝し、ナ・リーグディビジョンシリーズに進出[129]。
- 10日
  - テキサス・レンジャーズがボルチモア・オリオールズにディビジョンシリーズで勝利し、ア・リーグチャンピオンシップシリーズに進出[130]。
- 11日
  - ヒューストン・アストロズがミネソタ・ツインズにディビジョンシリーズで勝利し、ア・リーグチャンピオンシップシリーズに進出[131]。
  - アリゾナ・ダイヤモンドバックスがロサンゼルス・ドジャースにディビジョンシリーズで勝利し、ナ・リーグチャンピオンシップシリーズに進出[132]。
- 24日
  - テキサス・レンジャーズがヒューストン・アストロズにリーグチャンピオンシップシリーズで勝利し、12年ぶりのワールドシリーズに進出[133]。
- 25日
  - アリゾナ・ダイヤモンドバックスがフィラデルフィア・フィリーズにリーグチャンピオンシップシリーズで勝利し、22年ぶりのワールドシリーズに進出[134]。

### 11月
- 1日
  - ボルチモア・オリオールズは、アトランタ・ブレーブスからウェイバー公示のサム・ヒリアードを獲得[135]。
  - テキサス・レンジャーズが4勝1敗でアリゾナ・ダイヤモンドバックスにワールドシリーズで勝利し、63年目で初のワールドシリーズ優勝[136]。MVPはコーリー・シーガー[137]。
- 3日
  - MLBは全130名のFA選手を発表[138][139]。
- 4日
  - ミルウォーキー・ブルワーズのマーク・カナと、デトロイト・タイガースのブレイク・ホルブが交換トレード[140]。
- 7日
  - シカゴ・ホワイトソックスの打撃コーチにマーカス・テイムズが就任[141]。
- 8日
  - ロサンゼルス・エンゼルスの監督にロン・ワシントンが就任[142]。
- 10日
  - ワシントン・ナショナルズの一塁コーチにジェラルド・パーラが就任[143]。
  - サンフランシスコ・ジャイアンツは2024年のコーチ陣を発表。三塁コーチにマット・ウィリアムズが就任[144]。
- 12日
  - ヒューストン・アストロズの監督にジョー・エスパーダが就任[145]。
- 13日
  - ニューヨーク・ヤンキースの打撃コーチにジェームス・ローソンが就任[146]。
  - シカゴ・カブスの監督にクレイグ・カウンセルが就任[147]。
  - ニューヨーク・メッツの監督にカルロス・メンドーサが就任[148]。
- 14日
  - ミルウォーキー・ブルワーズの監督にベンチコーチのパット・マーフィーが昇格[149]。
- 15日
  - ミルウォーキー・ブルワーズのエイブラハム・トロと、オークランド・アスレチックスのチャド・パトリックが交換トレード[150]。
- 16日
  - MLBオーナー会議で、オークランド・アスレチックスがネバダ州ラスベガスに移転することが承認された[151]。
  - MLB機構は2025年シーズンのパリ開催を、プロモーターが見つからなかったという理由で中止を発表[152]。
  - シカゴ・ホワイトソックスのアーロン・バマーと、アトランタ・ブレーブスのマイク・ソロカ、ジャレッド・シュスター、ブレイデン・シューメイカーが交換トレード[153]。
- 17日
  - クリーブランド・ガーディアンズのカル・クアントリルと、コロラド・ロッキーズのマイナー選手が交換トレード[154]。
  - ニューヨーク・ヤンキースのジェイク・バウアーズと、ミルウォーキー・ブルワーズのマイナー2選手が交換トレード[155]。
  - アトランタ・ブレーブスのカイル・ライトと、カンザスシティ・ロイヤルズのジャクソン・カワーが交換トレード。アトランタ・ブレーブスのニック・アンダーソンが金銭トレードでカンザスシティ・ロイヤルズに移籍[156]。
- 18日
  - ロサンゼルス・エンゼルスの打撃コーチにジョニー・ワシントンが就任[157]。
- 20日
  - アトランタ・ブレーブスは、クリーブランド・ガーディアンズからFAのレイナルド・ロペスと3年契約[158]。
  - セントルイス・カージナルスは、ロサンゼルス・ドジャースからFAのランス・リンと1年契約[159]。
- 21日
  - ボストン・レッドソックスの投手コーチにアンドリュー・ベイリーが就任[160]。
  - ロサンゼルス・エンゼルスの投手コーチにバリー・エンライトが就任[161]。
  - サンディエゴ・パドレスの監督にマイク・シルトが就任[162]。
  - セントルイス・カージナルスは、ボルチモア・オリオールズからFAのカイル・ギブソンと契約[163]。
- 22日
  - シアトル・マリナーズのエウヘニオ・スアレスと、アリゾナ・ダイヤモンドバックスのカルロス・バルガス、セビー・ザバラが交換トレード[164]。
  - ニューヨーク・メッツのベンチコーチにジョン・ギボンズが就任[165]。
- 26日
  - ロサンゼルス・エンゼルスは、アダム・コラレックと契約[166]。
- 27日
  - セントルイス・カージナルスは、ミネソタ・ツインズからFAのソニー・グレイと3年契約[167]。
  - ロサンゼルス・ドジャースは、FAのジェイソン・ヘイワードと再契約[168]。
- 28日
  - シカゴ・ホワイトソックスは、ポール・デヨングと契約[169]。
  - デトロイト・タイガースは、ミネソタ・ツインズからFAの前田健太と2年契約[170]。
  - ロサンゼルス・エンゼルスの投手コーチにスティーブ・カーセイが就任[171]。
- 29日
  - ロサンゼルス・ドジャースのアドバイザーにネルソン・クルーズが就任[172]。
- 30日
  - カンザスシティ・ロイヤルズが、マイアミ・マーリンズからFAのギャレット・ハンプソンと契約[173]。

### 12月
- 1日
  - ニューヨーク・ヤンキースが、クリーブランド・ガーディアンズからFAのオスカー・ゴンザレスと契約[174]。
  - ゲーブ・キャプラーがマイアミ・マーリンズのGM補佐に就任[175]。
- 2日
  - シンシナティ・レッズは、サンディエゴ・パドレスからFAのニック・マルティネスと2年契約[176]。
  - ロサンゼルス・ドジャースは、FAとなっていたジョー・ケリーと再契約[177]。
- 3日
  - シアトル・マリナーズのマルコ・ゴンザレス、エバン・ホワイト、ジャレッド・ケルニックと、アトランタ・ブレーブスのジャクソン・カワー、コール・フィリップスが交換トレード[178]。
- 5日
  - アトランタ・ブレーブスのマルコ・ゴンザレスと、ピッツバーグ・パイレーツの後日発表選手が交換トレード[179]。
- 6日
  - ボルチモア・オリオールズは、フィラデルフィア・フィリーズからFAのクレイグ・キンブレルと契約[180]。
  - ニューヨーク・ヤンキースのマイケル・キング、カイル・ヒガシオカ、ドリュー・ソープ、ランディ・バスケス、ジョニー・ブリートと、サンディエゴ・パドレスのフアン・ソト、トレント・グリシャムが交換トレード[181]。
  - ヤディアー・モリーナがセントルイス・カージナルスの編成本部長特別補佐に就任[182]。
- 8日
  - セントルイス・カージナルスのタイラー・オニールと、ボストン・レッドソックスのニック・ロバートソン、ビクター・サントスが交換トレード[183]。
- 9日
  - シカゴ・ホワイトソックスは、アトランタ・ブレーブスとのトレードでマックス・スタッシを獲得[184]。
- 10日
  - マイアミ・マーリンズは、クリーブランド・ガーディアンズとの金銭トレードでクリスチャン・ベタンコートを獲得[185]。
- 11日
  - カンザスシティ・ロイヤルズは、テキサス・レンジャーズからFAのウィル・スミスと契約[186]。
  - ロサンゼルス・ドジャースは、ロサンゼルス・エンゼルスからFAの大谷翔平と10年契約[187]。
  - アトランタ・ブレーブスは、一塁コーチにトム・グッドウィン、三塁コーチにマット・トゥイアソソポ、ブルペンコーチにエリック・アブレイユが就任したことを発表[188]。
- 12日
  - カンザスシティ・ロイヤルズは、サンディエゴ・パドレスからFAのセス・ルーゴと3年契約[189]。
  - ワシントン・ナショナルズは、ミネソタ・ツインズからFAのディラン・フローロと契約[190]。
- 15日
  - タンパベイ・レイズのタイラー・グラスノー、マニュエル・マーゴットと、ロサンゼルス・ドジャースのライアン・ペピオ、ジョニー・デルカが交換トレード[191]。
- 17日
  - アトランタ・ブレーブスは、サンディエゴ・パドレスとの金銭トレードでマット・カーペンターとレイ・カーを獲得[192]。
  - ピッツバーグ・パイレーツは、ミルウォーキー・ブルワーズからFAのロウディ・テレスと契約[193]。
- 18日
  - ニューヨーク・メッツは、シカゴ・ホワイトソックスとの金銭トレードでヨハン・ラミレスを獲得[194]。
- 19日
  - カンザスシティ・ロイヤルズは、ロサンゼルス・エンゼルスからFAのハンター・レンフローと2年契約[195]。
  - オークランド・アスレチックスは、ニューヨーク・メッツからFAのトレバー・ゴットと契約[196]。
- 20日
  - デトロイト・タイガースは、ボルチモア・オリオールズからFAのジャック・フラハーティと契約[197]。
  - ニューヨーク・メッツのコールマン・クロウと、ミルウォーキー・ブルワーズのエイドリアン・ハウザー、タイロン・テイラーが交換トレード[198]。
  - ミルウォーキー・ブルワーズは、クリーブランド・ガーディアンズからFAのエリック・ハースと契約[199]。
- 22日
  - デトロイト・タイガースは、ロサンゼルス・ドジャースからFAのシェルビー・ミラーと契約[200]。
- 23日
  - サンディエゴ・パドレスは、東北楽天ゴールデンイーグルスからFAの松井裕樹と契約[201]。
- 24日
  - サンフランシスコ・ジャイアンツは、シアトル・マリナーズからFAのトム・マーフィーと契約[202]。
- 27日
  - ロサンゼルス・ドジャースは、オリックス・バファローズからポスティングシステムでMLB移籍を希望していた山本由伸と12年契約[203]。
- 28日
  - シカゴ・ホワイトソックスは、サンディエゴ・パドレスからFAのティム・ヒルと契約[204]。
- 29日
  - シカゴ・ホワイトソックスは、コロラド・ロッキーズからFAのクリス・フレクセンと契約[205]。
- 30日
  - ボストン・レッドソックスのクリス・セールと、アトランタ・ブレーブスのボーン・グリソムが交換トレード[206]。

## 達成された記録

### 打者の記録
- 4月5日 - シカゴ・ホワイトソックスのエルビス・アンドラスがサンフランシスコ・ジャイアンツ戦で通算2000安打、史上290人目[207]。
- 4月8日 - セントルイス・カージナルスのノーラン・アレナドがミルウォーキー・ブルワーズ戦で通算300本塁打、史上8人目[208]。
- 4月11日 - マイアミ・マーリンズのルイス・アラエスがサイクル安打、マーリンズ史上初[209]。
- 5月12日 - ボルチモア・オリオールズのセドリック・マリンズがピッツバーグ・パイレーツ戦でサイクル安打[210]。
- 5月18日 - ロサンゼルス・ドジャースのフレディ・フリーマンがセントルイス・カージナルス戦で通算300本塁打。満塁本塁打での達成は史上2人目[211]。
- 6月12日 - フィラデルフィア・フィリーズのJ.T.リアルミュートがサイクル安打[212]。
- 6月17日 - ロサンゼルス・エンゼルスの大谷翔平が通算150本塁打[213]。
- 6月23日 - ロサンゼルス・エンゼルスの大谷翔平がNPB/MLB通算200本塁打[214]。
- 6月23日 - シンシナティ・レッズのエリー・デラクルーズがサイクル安打[215]。
- 6月24日 - アトランタ・ブレーブスのマット・オルソンが通算200本塁打[216]。
- 6月25日 - ロサンゼルス・ドジャースのフレディ・フリーマンが通算2000安打、史上6人目[217]。
- 8月2日 - サンディエゴ・パドレスのフェルナンド・タティス・ジュニアが通算100本塁打[218]。
- 8月5日 - ボストン・レッドソックスの吉田正尚がNPB/MLB通算1000安打[219]。
- 8月19日 - ヒューストン・アストロズのホセ・アルトゥーベが通算2000安打、史上293人目[220]。
- 8月28日 - ヒューストン・アストロズのホセ・アルトゥーベがサイクル安打[221]。
- 8月30日 - フィラデルフィア・フィリーズのブライス・ハーパーが通算300本塁打[222]。
- 9月1日 - ニューヨーク・ヤンキースのアーロン・ジャッジが通算250本塁打、810試合目での達成は史上最速[223]。
- 9月5日 - ニューヨーク・ヤンキースのジャンカルロ・スタントンが通算400本塁打[224]。

### 投手の記録
- 4月18日 - ロサンゼルス・ドジャースのクレイトン・カーショウがニューヨーク・メッツ戦で通算200勝、史上118人目[225]。
- 5月3日 - ロサンゼルス・エンゼルスの大谷翔平が通算500奪三振。500奪三振と100本塁打の達成はベーブ・ルース以来史上2人目[226]。
- 5月10日 - ボストン・レッドソックスのケンリー・ジャンセンがアトランタ・ブレーブス戦で通算400セーブ、史上7人目[227]。
- 5月10日 - ニューヨーク・メッツのジャスティン・バーランダーがシンシナティ・レッズ戦で勝利投手となり、全球団勝利達成。史上21人目[228]。
- 5月23日 - ニューヨーク・ヤンキースのゲリット・コールがボルチモア・オリオールズ戦で通算2000奪三振。史上87人目で史上3番目の早さで達成[229]。
- 5月30日 - トロント・ブルージェイズの菊池雄星がミルウォーキー・ブルワーズ戦で日米通算100勝と通算500奪三振[230]。
- 6月9日 - サンディエゴ・パドレスのダルビッシュ有が通算100勝、日本人による100勝は野茂英雄以来2人目[231]。
- 6月28日 - ニューヨーク・ヤンキースのドミンゴ・ヘルマンが完全試合、史上24人目[232]。
- 7月29日 - ニューヨーク・メッツのジャスティン・バーランダーが通算250勝、史上49人目[233]。
- 9月16日 - セントルイス・カージナルスのアダム・ウェインライトが通算200勝、史上115人目[234]。

### その他の記録
- 9月4日 - ボルチモア・オリオールズのブランドン・ハイドが監督通算300勝[235]。

## 試合結果

### レギュラーシーズン
| アメリカンリーグ | アメリカンリーグ               | アメリカンリーグ | アメリカンリーグ | アメリカンリーグ | アメリカンリーグ |        |        |        |        |        |        |        |        |        |
| 順               | チーム                         | 勝利             | 敗戦             | 勝率             | G差              |        |        |        |        |        |        |        |        |        |
| 東地区           | 東地区                         | 東地区           | 東地区           | 東地区           | 東地区           | 東地区 | 東地区 | 東地区 | 東地区 | 東地区 | 東地区 | 東地区 | 東地区 | 東地区 |
| ---------------- | ------------------------------ | ---------------- | ---------------- | ---------------- | ---------------- | ------ | ------ | ------ | ------ | ------ | ------ | ------ | ------ | ------ |
| 1                | (1)ボルチモア・オリオールズ    | 101              | 61               | .623             | -                |        |        |        |        |        |        |        |        |        |
| 2                | (4)タンパベイ・レイズ          | 99               | 63               | .611             | 2.0              |        |        |        |        |        |        |        |        |        |
| 3                | (6)トロント・ブルージェイズ    | 89               | 73               | .549             | 12.0             |        |        |        |        |        |        |        |        |        |
| 4                | ニューヨーク・ヤンキース       | 82               | 80               | .506             | 19.0             |        |        |        |        |        |        |        |        |        |
| 5                | ボストン・レッドソックス       | 78               | 84               | .481             | 23.0             |        |        |        |        |        |        |        |        |        |
| 中地区           |                                |                  |                  |                  |                  |        |        |        |        |        |        |        |        |        |
| 1                | (3)ミネソタ・ツインズ          | 87               | 75               | .537             | -                |        |        |        |        |        |        |        |        |        |
| 2                | デトロイト・タイガース         | 78               | 84               | .481             | 9.0              |        |        |        |        |        |        |        |        |        |
| 3                | クリーブランド・ガーディアンズ | 76               | 86               | .469             | 11.0             |        |        |        |        |        |        |        |        |        |
| 4                | シカゴ・ホワイトソックス       | 61               | 101              | .377             | 26.0             |        |        |        |        |        |        |        |        |        |
| 5                | カンザスシティ・ロイヤルズ     | 56               | 106              | .346             | 31.0             |        |        |        |        |        |        |        |        |        |
| 西地区           |                                |                  |                  |                  |                  |        |        |        |        |        |        |        |        |        |
| 1                | (2)ヒューストン・アストロズ    | 90               | 72               | .556             | -                |        |        |        |        |        |        |        |        |        |
| 2                | (5)テキサス・レンジャーズ      | 90               | 72               | .556             | 0.0              |        |        |        |        |        |        |        |        |        |
| 3                | シアトル・マリナーズ           | 88               | 74               | .543             | 2.0              |        |        |        |        |        |        |        |        |        |
| 4                | ロサンゼルス・エンゼルス       | 73               | 89               | .451             | 17.0             |        |        |        |        |        |        |        |        |        |
| 5                | オークランド・アスレチックス   | 50               | 112              | .309             | 40.0             |        |        |        |        |        |        |        |        |        |

| ナショナルリーグ | ナショナルリーグ                  | ナショナルリーグ | ナショナルリーグ | ナショナルリーグ | ナショナルリーグ |        |        |        |        |        |        |        |        |        |
| 順               | チーム                            | 勝利             | 敗戦             | 勝率             | G差              |        |        |        |        |        |        |        |        |        |
| 東地区           | 東地区                            | 東地区           | 東地区           | 東地区           | 東地区           | 東地区 | 東地区 | 東地区 | 東地区 | 東地区 | 東地区 | 東地区 | 東地区 | 東地区 |
| ---------------- | --------------------------------- | ---------------- | ---------------- | ---------------- | ---------------- | ------ | ------ | ------ | ------ | ------ | ------ | ------ | ------ | ------ |
| 1                | (1)アトランタ・ブレーブス         | 104              | 58               | .642             | -                |        |        |        |        |        |        |        |        |        |
| 2                | (4)フィラデルフィア・フィリーズ   | 90               | 72               | .556             | 14.0             |        |        |        |        |        |        |        |        |        |
| 3                | (5)マイアミ・マーリンズ           | 84               | 77               | .522             | 19.5             |        |        |        |        |        |        |        |        |        |
| 4                | ニューヨーク・メッツ              | 74               | 87               | .460             | 29.5             |        |        |        |        |        |        |        |        |        |
| 5                | ワシントン・ナショナルズ          | 71               | 91               | .438             | 33.0             |        |        |        |        |        |        |        |        |        |
| 中地区           |                                   |                  |                  |                  |                  |        |        |        |        |        |        |        |        |        |
| 1                | (3)ミルウォーキー・ブルワーズ     | 92               | 70               | .568             | -                |        |        |        |        |        |        |        |        |        |
| 2                | シカゴ・カブス                    | 83               | 79               | .512             | 9.0              |        |        |        |        |        |        |        |        |        |
| 3                | シンシナティ・レッズ              | 82               | 80               | .506             | 10.0             |        |        |        |        |        |        |        |        |        |
| 4                | ピッツバーグ・パイレーツ          | 76               | 86               | .469             | 16.0             |        |        |        |        |        |        |        |        |        |
| 5                | セントルイス・カージナルス        | 71               | 91               | .438             | 21.0             |        |        |        |        |        |        |        |        |        |
| 西地区           |                                   |                  |                  |                  |                  |        |        |        |        |        |        |        |        |        |
| 1                | (2)ロサンゼルス・ドジャース       | 100              | 62               | .617             | -                |        |        |        |        |        |        |        |        |        |
| 2                | (6)アリゾナ・ダイヤモンドバックス | 84               | 78               | .519             | 16.0             |        |        |        |        |        |        |        |        |        |
| 3                | サンディエゴ・パドレス            | 82               | 80               | .506             | 18.0             |        |        |        |        |        |        |        |        |        |
| 4                | サンフランシスコ・ジャイアンツ    | 79               | 83               | .488             | 21.0             |        |        |        |        |        |        |        |        |        |
| 5                | コロラド・ロッキーズ              | 59               | 103              | .364             | 41.0             |        |        |        |        |        |        |        |        |        |

| アメリカンリーグ | アメリカンリーグ               | アメリカンリーグ | アメリカンリーグ | アメリカンリーグ | アメリカンリーグ | アメリカンリーグ | アメリカンリーグ | アメリカンリーグ | アメリカンリーグ | アメリカンリーグ | アメリカンリーグ | アメリカンリーグ | アメリカンリーグ | アメリカンリーグ |
| 順               | チーム                         | 地区             | 勝               | 敗               | 率               | 差               |                  |                  |                  |                  |                  |                  |                  |                  |
| 地区優勝         | 地区優勝                       | 地区優勝         | 地区優勝         | 地区優勝         | 地区優勝         | 地区優勝         | 地区優勝         | 地区優勝         | 地区優勝         | 地区優勝         | 地区優勝         | 地区優勝         | 地区優勝         | 地区優勝         |
| ---------------- | ------------------------------ | ---------------- | ---------------- | ---------------- | ---------------- | ---------------- | ---------------- | ---------------- | ---------------- | ---------------- | ---------------- | ---------------- | ---------------- | ---------------- |
| 1                | ボルチモア・オリオールズ       | 東               | 101              | 61               | .623             |                  |                  |                  |                  |                  |                  |                  |                  |                  |
| 2                | ヒューストン・アストロズ       | 西               | 90               | 72               | .556             |                  |                  |                  |                  |                  |                  |                  |                  |                  |
| 3                | ミネソタ・ツインズ             | 中               | 87               | 75               | .537             |                  |                  |                  |                  |                  |                  |                  |                  |                  |
| ワイルドカード   |                                |                  |                  |                  |                  |                  |                  |                  |                  |                  |                  |                  |                  |                  |
| 4                | タンパベイ・レイズ             | 東               | 99               | 63               | .611             | -10.0            |                  |                  |                  |                  |                  |                  |                  |                  |
| 5                | テキサス・レンジャーズ         | 西               | 90               | 72               | .556             | -1.0             |                  |                  |                  |                  |                  |                  |                  |                  |
| 6                | トロント・ブルージェイズ       | 東               | 89               | 73               | .549             | -                |                  |                  |                  |                  |                  |                  |                  |                  |
|                  |                                |                  |                  |                  |                  |                  |                  |                  |                  |                  |                  |                  |                  |                  |
| 7                | シアトル・マリナーズ           | 西               | 88               | 74               | .543             | 1.0              |                  |                  |                  |                  |                  |                  |                  |                  |
| 8                | ニューヨーク・ヤンキース       | 東               | 82               | 80               | .506             | 7.0              |                  |                  |                  |                  |                  |                  |                  |                  |
| 9                | ボストン・レッドソックス       | 東               | 78               | 84               | .481             | 11.0             |                  |                  |                  |                  |                  |                  |                  |                  |
| 10               | デトロイト・タイガース         | 中               | 78               | 84               | .481             | 11.0             |                  |                  |                  |                  |                  |                  |                  |                  |
| 11               | クリーブランド・ガーディアンズ | 中               | 76               | 86               | .469             | 13.0             |                  |                  |                  |                  |                  |                  |                  |                  |
| 12               | ロサンゼルス・エンゼルス       | 西               | 73               | 89               | .451             | 16.0             |                  |                  |                  |                  |                  |                  |                  |                  |
| 13               | シカゴ・ホワイトソックス       | 中               | 61               | 101              | .377             | 28.0             |                  |                  |                  |                  |                  |                  |                  |                  |
| 14               | カンザスシティ・ロイヤルズ     | 中               | 56               | 106              | .346             | 33.0             |                  |                  |                  |                  |                  |                  |                  |                  |
| 15               | オークランド・アスレチックス   | 西               | 50               | 112              | .309             | 39.0             |                  |                  |                  |                  |                  |                  |                  |                  |
| タイブレーク     |                                |                  |                  |                  |                  |                  |                  |                  |                  |                  |                  |                  |                  |                  |
| 1. 2.            |                                |                  |                  |                  |                  |                  |                  |                  |                  |                  |                  |                  |                  |                  |

| ナショナルリーグ | ナショナルリーグ               | ナショナルリーグ | ナショナルリーグ | ナショナルリーグ | ナショナルリーグ | ナショナルリーグ | ナショナルリーグ | ナショナルリーグ | ナショナルリーグ | ナショナルリーグ | ナショナルリーグ | ナショナルリーグ | ナショナルリーグ | ナショナルリーグ |
| 順               | チーム                         | 地区             | 勝               | 敗               | 率               | 差               |                  |                  |                  |                  |                  |                  |                  |                  |
| 地区優勝         | 地区優勝                       | 地区優勝         | 地区優勝         | 地区優勝         | 地区優勝         | 地区優勝         | 地区優勝         | 地区優勝         | 地区優勝         | 地区優勝         | 地区優勝         | 地区優勝         | 地区優勝         | 地区優勝         |
| ---------------- | ------------------------------ | ---------------- | ---------------- | ---------------- | ---------------- | ---------------- | ---------------- | ---------------- | ---------------- | ---------------- | ---------------- | ---------------- | ---------------- | ---------------- |
| 1                | アトランタ・ブレーブス         | 東               | 104              | 58               | .642             |                  |                  |                  |                  |                  |                  |                  |                  |                  |
| 2                | ロサンゼルス・ドジャース       | 西               | 90               | 72               | .556             |                  |                  |                  |                  |                  |                  |                  |                  |                  |
| 3                | ミルウォーキー・ブルワーズ     | 中               | 84               | 77               | .522             |                  |                  |                  |                  |                  |                  |                  |                  |                  |
| ワイルドカード   |                                |                  |                  |                  |                  |                  |                  |                  |                  |                  |                  |                  |                  |                  |
| 4                | フィラデルフィア・フィリーズ   | 東               | 90               | 72               | .556             | -6.0             |                  |                  |                  |                  |                  |                  |                  |                  |
| 5                | マイアミ・マーリンズ           | 東               | 84               | 77               | .522             | -0.5             |                  |                  |                  |                  |                  |                  |                  |                  |
| 6                | アリゾナ・ダイヤモンドバックス | 西               | 84               | 78               | .519             | -                |                  |                  |                  |                  |                  |                  |                  |                  |
|                  |                                |                  |                  |                  |                  |                  |                  |                  |                  |                  |                  |                  |                  |                  |
| 7                | シカゴ・カブス                 | 中               | 83               | 79               | .512             | 1.0              |                  |                  |                  |                  |                  |                  |                  |                  |
| 8                | シンシナティ・レッズ           | 中               | 82               | 80               | .506             | 2.0              |                  |                  |                  |                  |                  |                  |                  |                  |
| 9                | サンディエゴ・パドレス         | 西               | 82               | 80               | .506             | 2.0              |                  |                  |                  |                  |                  |                  |                  |                  |
| 10               | サンフランシスコ・ジャイアンツ | 西               | 79               | 83               | .488             | 5.0              |                  |                  |                  |                  |                  |                  |                  |                  |
| 11               | ピッツバーグ・パイレーツ       | 中               | 76               | 86               | .469             | 8.0              |                  |                  |                  |                  |                  |                  |                  |                  |
| 12               | ニューヨーク・メッツ           | 東               | 74               | 87               | .460             | 9.5              |                  |                  |                  |                  |                  |                  |                  |                  |
| 13               | セントルイス・カージナルス     | 中               | 71               | 91               | .438             | 13.0             |                  |                  |                  |                  |                  |                  |                  |                  |
| 14               | ワシントン・ナショナルズ       | 東               | 71               | 91               | .438             | 13.0             |                  |                  |                  |                  |                  |                  |                  |                  |
| 15               | コロラド・ロッキーズ           | 西               | 59               | 103              | .364             | 25.0             |                  |                  |                  |                  |                  |                  |                  |                  |
| タイブレーク     |                                |                  |                  |                  |                  |                  |                  |                  |                  |                  |                  |                  |                  |                  |
| 1. 2.            |                                |                  |                  |                  |                  |                  |                  |                  |                  |                  |                  |                  |                  |                  |

### オールスターゲーム
| 日付                          | ビジター球団（先攻） | スコア | ホーム球団（後攻） | 開催球場           |
| ----------------------------- | -------------------- | ------ | ------------------ | ------------------ |
| 7月11日                       | ナショナルリーグ     | 3-2    | アメリカンリーグ   | T-モバイル・パーク |
| MVP：エリアス・ディアス (COL) |                      |        |                    |                    |

### ポストシーズン
| |      |                      |                      |                      |                      |                      |                      |      |                      |                      |                      |                      |                      |                      |                  |                      |                      |                      |                      |                      |                      |  |  |  |  |  |  |  |  |  |  |  |  |  |
| | 6    | ダイヤモンドバックス | ダイヤモンドバックス | ダイヤモンドバックス | ダイヤモンドバックス | ダイヤモンドバックス | ダイヤモンドバックス |      |                      |                      |                      |                      |                      |                      |                  |                      |                      |                      |                      |                      |                      |  |  |  |  |  |  |  |  |  |  |  |  |  |
| | 6    | 5                    |                      |                      |                      |                      |                      | 6    | ダイヤモンドバックス | ダイヤモンドバックス | ダイヤモンドバックス | ダイヤモンドバックス | ダイヤモンドバックス | ダイヤモンドバックス |                  |                      |                      |                      |                      |                      |                      |  |  |  |  |  |  |  |  |  |  |  |  |  |
| | 3    | 2                    |                      |                      |                      | 11                   | 4                    | 4    |                      |                      |                      |                      |                      |                      |                  |                      |                      |                      |                      |                      |                      |  |  |  |  |  |  |  |  |  |  |  |  |  |
| | 3    | ブルワーズ           | ブルワーズ           | ブルワーズ           | ブルワーズ           | ブルワーズ           | ブルワーズ           | 2    | 2                    | 2                    |                      |                      |                      |                      |                  |                      |                      |                      |                      |                      |                      |  |  |  |  |  |  |  |  |  |  |  |  |  |
| |      |                      |                      |                      |                      |                      |                      | 2    | ドジャース           | ドジャース           | ドジャース           | ドジャース           | ドジャース           | ドジャース           | 6                | ダイヤモンドバックス | ダイヤモンドバックス | ダイヤモンドバックス | ダイヤモンドバックス | ダイヤモンドバックス | ダイヤモンドバックス |  |  |  |  |  |  |  |  |  |  |  |  |  |
| |      |                      |                      |                      |                      |                      |                      | 3    | 0                    | 2                    | 6                    | 1                    | 5                    | 4                    |                  |                      |                      |                      |                      |                      |                      |  |  |  |  |  |  |  |  |  |  |  |  |  |
| | 5    | マーリンズ           | マーリンズ           | マーリンズ           | マーリンズ           | マーリンズ           | マーリンズ           |      | 5                    | 10                   | 1                    | 5                    | 6                    | 1                    | 2                |                      |                      |                      |                      |                      |                      |  |  |  |  |  |  |  |  |  |  |  |  |  |
| | 1    | 1                    |                      |                      |                      |                      |                      | 4    | フィリーズ           | フィリーズ           | フィリーズ           | フィリーズ           | フィリーズ           | フィリーズ           | 4                | フィリーズ           | フィリーズ           | フィリーズ           | フィリーズ           | フィリーズ           | フィリーズ           |  |  |  |  |  |  |  |  |  |  |  |  |  |
| | 4    | 7                    |                      |                      |                      | 3                    | 4                    | 10   | 3                    |                      |                      |                      | NLCS                 | NLCS                 | NLCS             | NLCS                 | NLCS                 | NLCS                 | NLCS                 |                      |                      |  |  |  |  |  |  |  |  |  |  |  |  |  |
| | 4    | フィリーズ           | フィリーズ           | フィリーズ           | フィリーズ           | フィリーズ           | フィリーズ           | 0    | 5                    | 2                    | 1                    |                      | NLCS                 | NLCS                 | NLCS             | NLCS                 | NLCS                 | NLCS                 | NLCS                 |                      |                      |  |  |  |  |  |  |  |  |  |  |  |  |  |
| | NLWC | NLWC                 | NLWC                 | NLWC                 | NLWC                 | NLWC                 | NLWC                 | 1    | ブレーブス           | ブレーブス           | ブレーブス           | ブレーブス           | ブレーブス           | ブレーブス           |                  |                      |                      |                      |                      |                      |                      |  |  |  |  |  |  |  |  |  |  |  |  |  |
| | NLWC | NLWC                 | NLWC                 | NLWC                 | NLWC                 | NLWC                 | NLWC                 | NLDS | NLDS                 | NLDS                 | NLDS                 | NLDS                 | NLDS                 | NLDS                 | N6               | ダイヤモンドバックス | ダイヤモンドバックス | ダイヤモンドバックス | ダイヤモンドバックス | ダイヤモンドバックス | ダイヤモンドバックス |  |  |  |  |  |  |  |  |  |  |  |  |  |
| |      |                      |                      |                      |                      |                      |                      | NLDS | NLDS                 | NLDS                 | NLDS                 | NLDS                 | NLDS                 | NLDS                 | 5                | 9                    | 1                    | 7                    | 0                    |                      |                      |  |  |  |  |  |  |  |  |  |  |  |  |  |
| |      |                      |                      |                      |                      |                      |                      |      | 6                    | 1                    | 3                    | 11                   | 5                    |                      |                  |                      |                      |                      |                      |                      |                      |  |  |  |  |  |  |  |  |  |  |  |  |  |
| | 5    | レンジャーズ         | レンジャーズ         | レンジャーズ         | レンジャーズ         | レンジャーズ         | レンジャーズ         | A5   | レンジャーズ         | レンジャーズ         | レンジャーズ         | レンジャーズ         | レンジャーズ         | レンジャーズ         |                  |                      |                      |                      |                      |                      |                      |  |  |  |  |  |  |  |  |  |  |  |  |  |
| | 4    | 7                    |                      |                      |                      |                      |                      | 5    | レンジャーズ         | レンジャーズ         | レンジャーズ         | レンジャーズ         | レンジャーズ         | レンジャーズ         | ワールドシリーズ | ワールドシリーズ     | ワールドシリーズ     | ワールドシリーズ     | ワールドシリーズ     | ワールドシリーズ     | ワールドシリーズ     |  |  |  |  |  |  |  |  |  |  |  |  |  |
| | 0    | 1                    |                      |                      |                      | 3                    | 11                   | 7    |                      |                      |                      |                      |                      |                      | ワールドシリーズ | ワールドシリーズ     | ワールドシリーズ     | ワールドシリーズ     | ワールドシリーズ     | ワールドシリーズ     | ワールドシリーズ     |  |  |  |  |  |  |  |  |  |  |  |  |  |
| | 4    | レイズ               | レイズ               | レイズ               | レイズ               | レイズ               | レイズ               | 2    | 8                    | 1                    |                      |                      |                      |                      |                  |                      |                      |                      |                      |                      |                      |  |  |  |  |  |  |  |  |  |  |  |  |  |
| |      |                      |                      |                      |                      |                      |                      | 1    | オリオールズ         | オリオールズ         | オリオールズ         | オリオールズ         | オリオールズ         | オリオールズ         | 5                | レンジャーズ         | レンジャーズ         | レンジャーズ         | レンジャーズ         | レンジャーズ         | レンジャーズ         |  |  |  |  |  |  |  |  |  |  |  |  |  |
| |      |                      |                      |                      |                      |                      |                      | 2    | 5                    | 5                    | 3                    | 4                    | 9                    | 11                   |                  |                      |                      |                      |                      |                      |                      |  |  |  |  |  |  |  |  |  |  |  |  |  |
| | 6    | ブルージェイズ       | ブルージェイズ       | ブルージェイズ       | ブルージェイズ       | ブルージェイズ       | ブルージェイズ       |      | 0                    | 4                    | 8                    | 10                   | 5                    | 2                    | 4                |                      |                      |                      |                      |                      |                      |  |  |  |  |  |  |  |  |  |  |  |  |  |
| | 1    | 0                    |                      |                      |                      |                      |                      | 3    | ツインズ             | ツインズ             | ツインズ             | ツインズ             | ツインズ             | ツインズ             | 2                | アストロズ           | アストロズ           | アストロズ           | アストロズ           | アストロズ           | アストロズ           |  |  |  |  |  |  |  |  |  |  |  |  |  |
| | 3    | 2                    |                      |                      |                      | 4                    | 6                    | 1    | 2                    |                      |                      |                      | ALCS                 | ALCS                 | ALCS             | ALCS                 | ALCS                 | ALCS                 | ALCS                 |                      |                      |  |  |  |  |  |  |  |  |  |  |  |  |  |
| | 3    | ツインズ             | ツインズ             | ツインズ             | ツインズ             | ツインズ             | ツインズ             | 6    | 2                    | 9                    | 3                    |                      | ALCS                 | ALCS                 | ALCS             | ALCS                 | ALCS                 | ALCS                 | ALCS                 |                      |                      |  |  |  |  |  |  |  |  |  |  |  |  |  |
| | ALWC | ALWC                 | ALWC                 | ALWC                 | ALWC                 | ALWC                 | ALWC                 | 2    | アストロズ           | アストロズ           | アストロズ           | アストロズ           | アストロズ           | アストロズ           |                  |                      |                      |                      |                      |                      |                      |  |  |  |  |  |  |  |  |  |  |  |  |  |
| | ALWC | ALWC                 | ALWC                 | ALWC                 | ALWC                 | ALWC                 | ALWC                 | ALDS |                      |                      |                      |                      |                      |                      |                  |                      |                      |                      |                      |                      |                      |  |  |  |  |  |  |  |  |  |  |  |  |  |
| |      |                      |                      |                      |                      |                      |                      |      |                      |                      |                      |                      |                      |                      |                  |                      |                      |                      |                      |                      |                      |  |  |  |  |  |  |  |  |  |  |  |  |  |
| - 対戦カードはレギュラーシーズンのシード順で決定される - チーム名の左の数字は、レギュラーシーズンの結果に基づいて決定されたシード順 - ワールドシリーズはレギュラーシーズン成績上位がシード順上位扱いとなる - 各ラウンドの開催地は、3回戦は3戦全て、5回戦は1・2・5戦、7回戦は1・2・6・7戦がシード上位のホームグラウンドとなる - 得点の背景色はどちらのホームグラウンドで開催されたかを示す |      |                      |                      |                      |                      |                      |                      |      |                      |                      |                      |                      |                      |                      |                  |                      |                      |                      |                      |                      |                      |  |  |  |  |  |  |  |  |  |  |  |  |  |

#### ワイルドカードシリーズ

##### アメリカンリーグ
ミネソタ・ツインズ対トロント・ブルージェイズ
| 日付                     | 試合    | ビジター球団（先攻）     | スコア | ホーム球団（後攻） | 開催球場               |
| ------------------------ | ------- | ------------------------ | ------ | ------------------ | ---------------------- |
| 10月3日                  | 第1試合 | トロント・ブルージェイズ | 1-3    | ミネソタ・ツインズ | ターゲット・フィールド |
| 10月4日                  | 第2試合 | トロント・ブルージェイズ | 0-2    | ミネソタ・ツインズ | ターゲット・フィールド |
| 勝者：ミネソタ・ツインズ |         |                          |        |                    |                        |

タンパベイ・レイズ対テキサス・レンジャーズ
| 日付                         | 試合    | ビジター球団（先攻）   | スコア | ホーム球団（後攻） | 開催球場                 |
| ---------------------------- | ------- | ---------------------- | ------ | ------------------ | ------------------------ |
| 10月3日                      | 第1試合 | テキサス・レンジャーズ | 4-0    | タンパベイ・レイズ | トロピカーナ・フィールド |
| 10月4日                      | 第2試合 | テキサス・レンジャーズ | 7-1    | タンパベイ・レイズ | トロピカーナ・フィールド |
| 勝者：テキサス・レンジャーズ |         |                        |        |                    |                          |

##### ナショナルリーグ
マイアミ・マーリンズ対フィラデルフィア・フィリーズ
| 日付                               | 試合    | ビジター球団（先攻） | スコア | ホーム球団（後攻）           | 開催球場                   |
| ---------------------------------- | ------- | -------------------- | ------ | ---------------------------- | -------------------------- |
| 10月3日                            | 第1試合 | マイアミ・マーリンズ | 1-4    | フィラデルフィア・フィリーズ | シチズンズ・バンク・パーク |
| 10月4日                            | 第2試合 | マイアミ・マーリンズ | 1-7    | フィラデルフィア・フィリーズ | シチズンズ・バンク・パーク |
| 勝者：フィラデルフィア・フィリーズ |         |                      |        |                              |                            |

アリゾナ・ダイヤモンドバックス対ミルウォーキー・ブルワーズ
| 日付                                 | 試合    | ビジター球団（先攻）           | スコア | ホーム球団（後攻）         | 開催球場                         |
| ------------------------------------ | ------- | ------------------------------ | ------ | -------------------------- | -------------------------------- |
| 10月3日                              | 第1試合 | アリゾナ・ダイヤモンドバックス | 6-3    | ミルウォーキー・ブルワーズ | アメリカンファミリー・フィールド |
| 10月4日                              | 第2試合 | アリゾナ・ダイヤモンドバックス | 5-2    | ミルウォーキー・ブルワーズ | アメリカンファミリー・フィールド |
| 勝者：アリゾナ・ダイヤモンドバックス |         |                                |        |                            |                                  |